# バトスカフェ
バトスカフェは、日本のプロレスプロモーション。運営はバトスカフェエンターテインメント。

## 特徴
旗揚げした2006年から活動休止した2008年まではバトルスフィア東京を拠点にプロレスと演劇を融合させた興行を謳っていた。ホストクラブをモチーフにした形をとっているため、選手が扮するホストが観客をスーツ姿で出迎える。ホストクラブ「スフィア」で起こりうる事件から対戦カードが決定していくため、参戦選手の発表のみで対戦カードは試合が始まるまで分からないという方式で開催していた。
活動再開した2015年から2020年までは試合開始前のオープニングでリングを高座にして落語が行われていた。

## 歴史
- 2006年6月、唯我が設立。
- 7月22日、バトルスフィア東京で旗揚げ戦「ホストクラブ「スフィア」へいらっしゃい」を開催。
- 8月15日、バトルスフィア東京で「ホストクラブ「スフィア」にまつわる怖い話」を開催。
- 9月10日、バトルスフィア東京で「秋の夜長はホストクラブへ」を開催。
- 10月28日、バトルスフィア東京で「お祝い!?なんでもいいから盛り上がれ」を開催。
- 12月30日、バトルスフィア東京で「2006年最終営業日」を開催。
- 2007年2月18日、バトルスフィア東京で「新生スフィア始動!」を開催。
- 4月22日、バトルスフィア東京で「ごきげんようPARTY NIGHT」を開催。
- 7月16日、千厩維新館で特別編「奥玉プロレス〜加藤誠凱旋記念興行〜」を開催。
- 2008年3月23日、バトルスフィア東京で最終興行「LAST OF SPHERE」を最後に活動休止。
- 2009年10月15日、新木場1stRINGで特別編「加藤まこと東京FINAL〜加藤まことから感謝を込めて〜」を開催。
- 10月24日、千厩維新館で特別編「奥玉プロレス〜加藤まこと引退記念チャリティー興行〜」を開催。
- 2011年4月10日、ケルベロス道場で特別編「東北地方太平洋沖地震チャリティー興行」を開催。
- 2015年3月15日、板橋グリーンホールで「安藤頼孝デビュー15周年〜いつも大変お世話になっております〜」を開催して活動再開[1]。

## タイトル
- レッスルブレインジュニアヘビー級王座
- レッスルブレインカップ王座

6人タッグ王座。試合は1本目がシングルマッチ10分、2本目がタッグマッチ10分、3本目が6人タッグマッチ時間無制限で行われる。

## 主要参戦選手
- 唯我